# Rhytidophyllum tomentosum
Rhytidophyllum tomentosum là một loài thực vật có hoa trong họ Tai voi. Loài này được (L.) Mart. miêu tả khoa học đầu tiên năm 1829.

## Hình ảnh

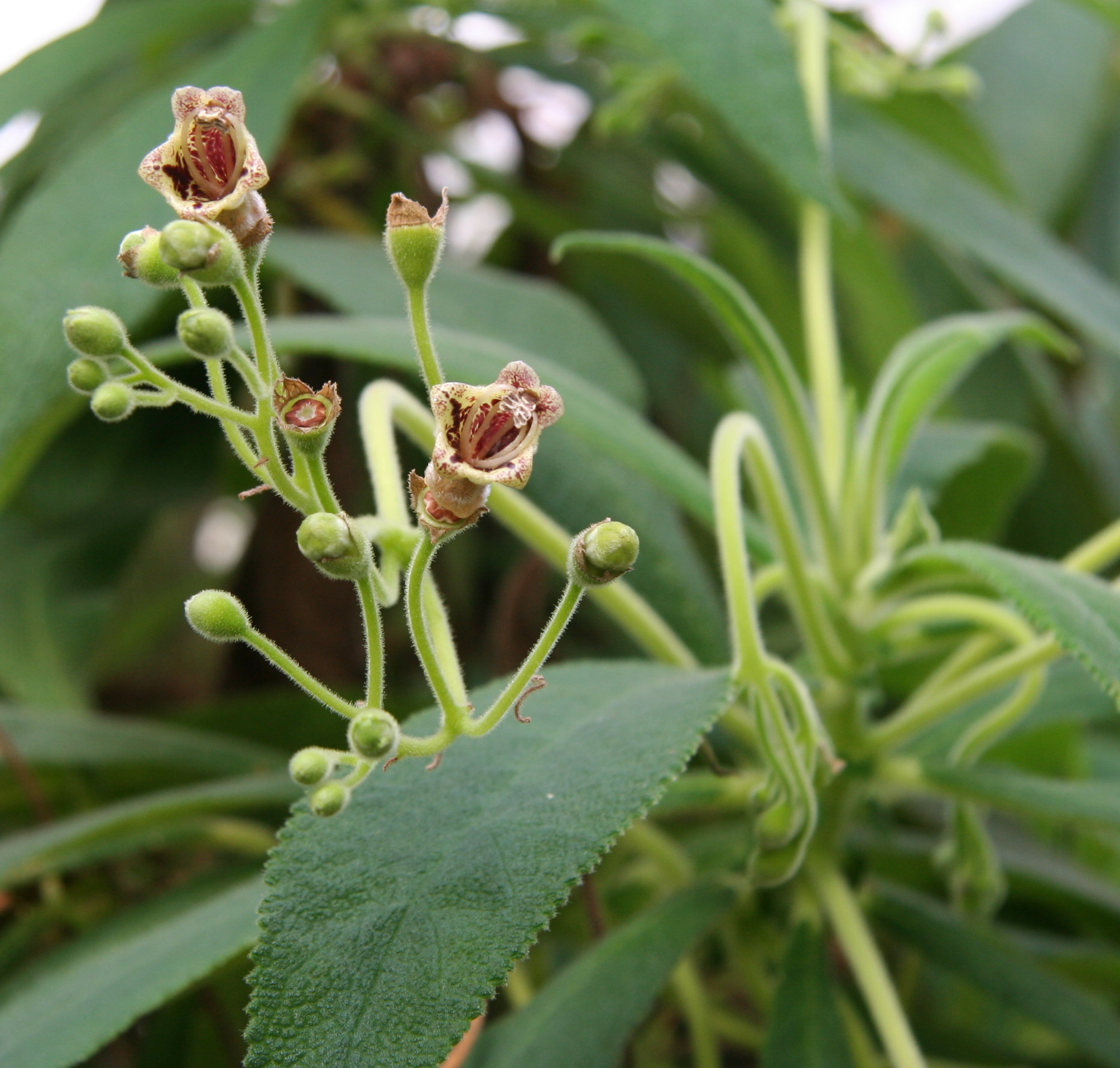
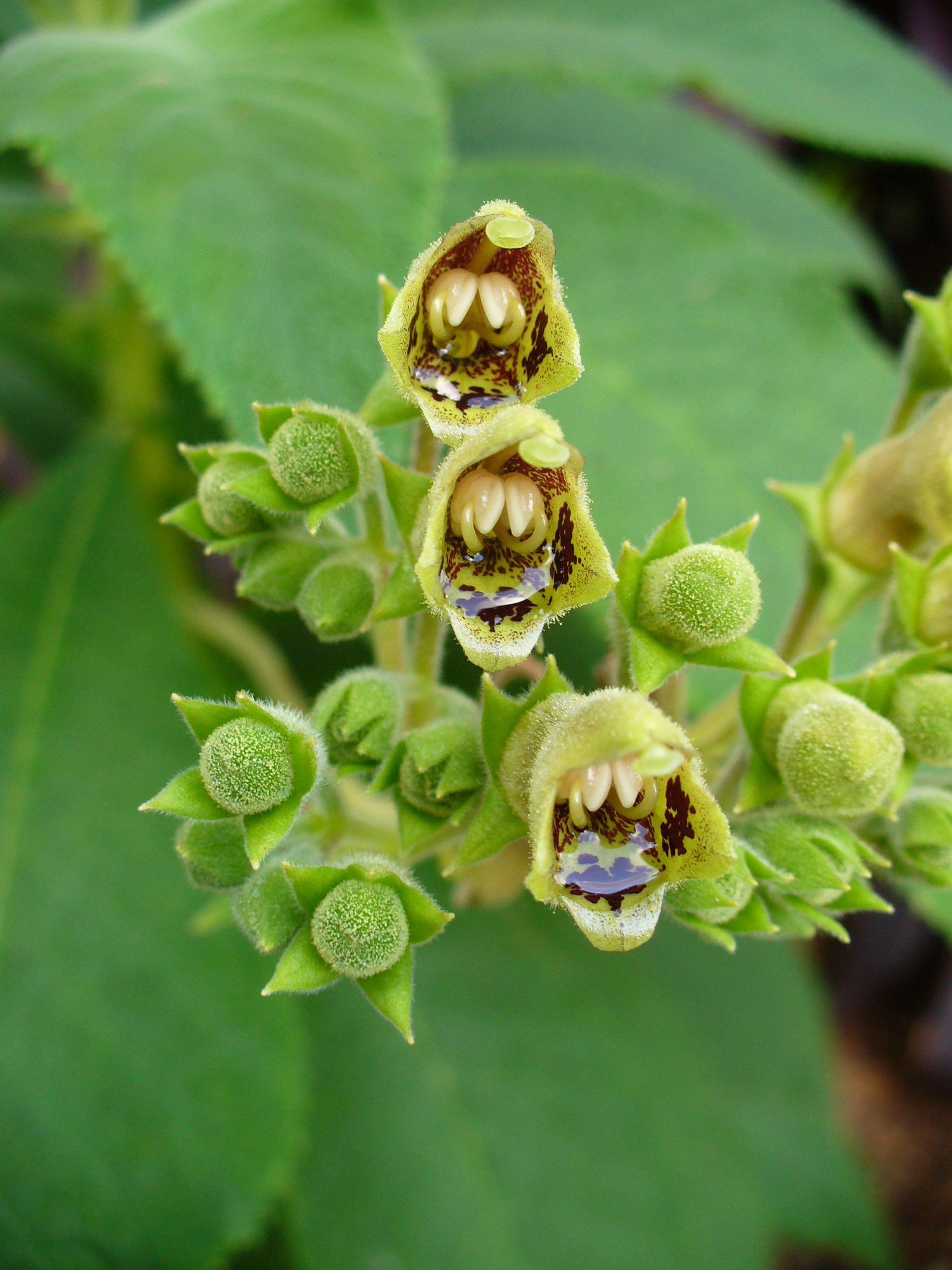